# Czyrwonaja Horka (rejon berezyński)
Czyrwonaja Horka (biał. Чырвоная Горка; ros. Красная Горка, Krasnaja Gorka) – wieś na Białorusi, w obwodzie mińskim, w rejonie berezyńskim, w sielsowiecie Bahuszewiczy. W 2009 roku była opuszczona.